# Alberto Ortega (baloncestista)
Alberto Ortega Anllo (Vitoria, Álava, 8 de mayo de 1960) es un exbaloncestista español, con una altura de 192 cm y cuya posición en la cancha era la de alero.

## Clubes
- Cantera San Viator Vitoria.
- 1977-1978 C.D. Baskonia.
- 1977-1978 C.D. Baskonia.
- 1979-1980 Grupo C. Covadonga.
- 1980-1981 Porcelanas Santa Clara Vigo.
- 1981-1982 San Viator Vitoria.
- 1982-1983 Salle Mallorca.
- 1983-1991 Saski Baskonia.
- 1991-1992 Cajabilbao.